# La Creu de Coma-ruga
La Creu de Coma-ruga és un barri a Coma-ruga, al terme municipal del Vendrell (Baix Penedès). Està situat al nord de l'estació i núcli ferroviari de Sant Vicenç de Calders (el Vendrell) i a uns 600 metres de la platja, al sud de les Clotes i a l'oest del Pinell.  Al barri hi viuen 106 habitants (padró 2023). El barri conegut localment com "la Creu" està construït amb cases unifamiliars formant un nucli residencial bastant compacte entre espais sense urbanitzar a est i oest, i separat de la zona urbanitzada dels Garrofers (al nord) per la carretera N-340. A les proximitats hi ha el jaciment, anomenat també de la Creu de Coma-ruga, excavat l'any 2005 i on s'hi van trobar les restes d'un assentament de tipus rural del segle I dC dedicat a la premsa i producció de vi.
El barri pren el nom de l'antiga creu, dita també de Coma-ruga, que hi havia en una cruïlla de camins en un punt intermedi del km 1.187 del que avui és la carretera N-340, a tocar del nord del barri. La creu va ser reubicada a la plaça de l’església de Coma-ruga.